# Phylolestes ethelae
Phylolestes ethelae är en trollsländeart som beskrevs av Christiansen 1948. Phylolestes ethelae ingår i släktet Phylolestes och familjen Synlestidae. IUCN kategoriserar arten globalt som starkt hotad. Inga underarter finns listade i Catalogue of Life.